# Dioptis dentistriga
Dioptis dentistriga är en fjärilsart som beskrevs av Erich Martin Hering 1925. Dioptis dentistriga ingår i släktet Dioptis och familjen tandspinnare. Inga underarter finns listade i Catalogue of Life.